# 7 (álbum de URSS Bajo el Árbol)
7 es el primér álbum de estudio debut del grupo de rock mexicano URSS Bajo el Árbol, publicado el 15 de junio de 2013, por Discos Intolerancia.

## Lista de sencillos
| 7 (CD) |                      |          |  |
| N.º    | Título               | Duración |  |
| 1.     | «El Predicador»      | 07:18    |  |
| 2.     | «Las Aves Sin Alas»  | 05:36    |  |
| 3.     | «7»                  | 07:00    |  |
| 4.     | «Derrócrata»         | 03:28    |  |
| 5.     | «Los Hilos de Dios»  | 05:51    |  |
| 6.     | «Dibújame y Bórrame» | 05:51    |  |
| 7.     | «Cronos»             | 07:00    |  |

## Personal
- Samuel Cervantes - vocal
- Exael Salcedo - guitarra, efectos de sonido
- Rogelio "Roger" Gómez - guitarra
- Jonathan Arellano - saxofón, clarinete, teclados
- Alfredo Larrosa - bajo
- Cristóbal Martínez - batería, percusión

- Datos: Q21006613